# 人狼城の恐怖
『人狼城の恐怖』（じんろうじょうのきょうふ）は、日本の小説家、二階堂黎人による推理小説である。全4巻総ページ数4000枚超。1999年版の本格ミステリ・ベスト10で第1位を獲得している。

## 書誌情報
- 人狼城の恐怖 第一部 ドイツ編（1996年4月 講談社ノベルス / 2001年6月 講談社文庫）ISBN 4062731819
- 人狼城の恐怖 第二部 フランス編（1997年9月 講談社ノベルス / 2001年7月 講談社文庫）ISBN 4062731827
- 人狼城の恐怖 第三部 探偵編（1998年1月 講談社ノベルス / 2001年8月 講談社文庫）ISBN 4062731835
- 人狼城の恐怖 第四部 完結編（1998年9月 講談社ノベルス / 2001年9月 講談社文庫）ISBN 4062731843